# Менестіря-Хуморулуй (комуна)
Менестіря-Хуморулуй (рум. Mănăstirea Humorului) — комуна у повіті Сучава в Румунії. До складу комуни входять такі села (дані про населення за 2002 рік):
- Менестіря-Хуморулуй (2378 осіб)
- Плеша (206 осіб)
- Пояна-Мікулуй (998 осіб)

Комуна розташована на відстані 351 км на північ від Бухареста, 30 км на захід від Сучави, 139 км на захід від Ясс.

## Населення
За даними перепису населення 2002 року у комуні проживали 3582 особи.
Національний склад населення комуни:
| Національність | Кількість осіб | Відсоток |
| -------------- | -------------- | -------- |
| румуни         | 2860           | 79,8%    |
| поляки         | 704            | 19,7%    |
| німці          | 16             | 0,4%     |
| турки          | 2              | 0,1%     |

Рідною мовою назвали:
| Мова      | Кількість осіб | Відсоток |
| --------- | -------------- | -------- |
| румунська | 2855           | 79,7%    |
| польська  | 713            | 19,9%    |
| німецька  | 12             | 0,3%     |
| турецька  | 2              | 0,1%     |

Склад населення комуни за віросповіданням:
| Релігія       | Кількість осіб | Відсоток |
| ------------- | -------------- | -------- |
| православні   | 2837           | 79,2%    |
| римо-католики | 741            | 20,7%    |
| п'ятдесятники | 2              | 0,1%     |